# Trałowce typu Aggressive
Trałowce typu Aggressive – typ 53 amerykańskich trałowców oceanicznych, zbudowanych dla US Navy w drugiej połowie lat 50. XX wieku. Okręty wycofano ze służby w latach 1970–1994. Okręty czasami zalicza się do typu Agile.
Dwa okręty, USS „Energy” (MSO-436) i USS „Firm” (MSO-444), wypożyczono w latach 1972–1977 marynarce wojennej Filipin. Cztery trałowce po wycofaniu ze służby przekazano hiszpańskiej marynarce wojennej, gdzie służyły co najmniej do końca lat 90. XX wieku – USS „Dynamic” (MSO-432), USS „Pivot” (MSO-463), USS „Vigor” (MSO-473) oraz USS „Persistent” (MSO-491). Kolejne cztery jednostki sprzedane zostały Tajwanowi – USS „Implicit” (MSO-455), USS „Conquest” (MSO-488), USS „Gallant” (MSO-489) i USS „Pledge” (MSO-492). 

## Okręty
Okręty typu Aggressive nosiły oznaczenia od AM-422 do AM-427, od AM-432 do AM-449, od AM-455 do AM-474 oraz od AM-488 do AM-496. 7 lutego 1955 roku zmieniono oznaczenie okrętów z AM (wspólne dla wszystkich trałowców) na MSO (Minesweeper, Ocean).
- USS „Aggressive” (MSO-422)
- USS „Avenge” (MSO-423)
- USS „Bold” (MSO-424)
- USS „Bulwark” (MSO-425)
- USS „Conflict” (MSO-426)
- USS „Constant” (MSO-427)
- USS „Dynamic” (MSO-432) (w hiszpańskiej marynarce wojennej: „Guadalete” (M-41))
- USS „Engage” (MSO-433)
- USS „Embattle” (MSO-434)
- USS „Endurance” (MSO-435)
- USS „Energy” (MSO-436) (w filipińskiej marynarce wojennej: „Davao del Norte” (PM 91))
- USS „Enhance” (MSO-437)
- USS „Esteem” (MSO-438)
- USS „Excel” (MSO-439)
- USS „Exploit” (MSO-440)
- USS „Exultant” (MSO-441)
- USS „Fearless” (MSO-442)
- USS „Fidelity” (MSO-443)
- USS „Firm” (MSO-444) (w filipińskiej marynarce wojennej: „Davao del Sur” (PM 92))
- USS „Force” (MSO-445)
- USS „Fortify” (MSO-446)
- USS „Guide” (MSO-447)
- USS „Illusive” (MSO-448)
- USS „Impervious” (MSO-449)
- USS „Implicit” (MSO-455) (w tajwańskiej marynarce wojennej: „Yung Yang” (M 1306))
- USS „Inflict” (MSO-456)
- USS „Loyalty” (MSO-457)
- USS „Lucid” (MSO-458)
- USS „Nimble” (MSO-459)
- USS „Notable” (MSO-460)
- USS „Observer” (MSO-461)
- USS „Pinnacle” (MSO-462)
- USS „Pivot” (MSO-463) (w hiszpańskiej marynarce wojennej: „Guadalmedina” (M-42))
- USS „Pluck” (MSO-464)
- USS „Prestige” (MSO-465)
- USS „Prime” (MSO-466)
- USS „Reaper” (MSO-467)
- USS „Rival” (MSO-468)
- USS „Sagacity” (MSO-469)
- USS „Salute” (MSO-470)
- USS „Skill” (MSO-471)
- USS „Valor” (MSO-472)
- USS „Vigor” (MSO-473) (w hiszpańskiej marynarce wojennej: „Guadiana” (M-44))
- USS „Vital” (MSO-474)
- USS „Conquest” (MSO-488) (w tajwańskiej marynarce wojennej: „Yung Tzu” (MSO 1307))
- USS „Gallant” (MSO-489) (w tajwańskiej marynarce wojennej: „Yung Ku” (M 1308))
- USS „Leader” (MSO-490)
- USS „Persistent” (MSO-491) (w hiszpańskiej marynarce wojennej: „Guadalquivir” (M-43))
- USS „Pledge” (MSO-492) (w tajwańskiej marynarce wojennej: „Yung Teh” (M 1309))
- USS „Stalwart” (MSO-493)
- USS „Sturdy” (MSO-494)
- USS „Swerve” (MSO-495)
- USS „Venture” (MSO-496)